# 韋爾比夫卡 (沃倫斯基新城區)
50°41′59″N 27°34′57″E / 50.69972°N 27.58250°E
韋爾比夫卡（烏克蘭語：Вербівка），是烏克蘭北部的村莊，隸屬日托米爾州的茲維亞赫爾區。該村始建於1936年，面積1.28平方公里，海拔高度189米，2001年人口206。